# Chisocheton perakensis
Chisocheton perakensis är en tvåhjärtbladig växtart som först beskrevs av Hemsley, och fick sitt nu gällande namn av D.J. Mabberley. Chisocheton perakensis ingår i släktet Chisocheton och familjen Meliaceae. Inga underarter finns listade i Catalogue of Life.